# Sanité Bélair
Suzanne Bélair (1781 - 5 d'octubre 1802), també coneguda com a Sanité Bélair, fou una revolucionària haitiana i tinent en l'exèrcit de Toussaint Louverture.
Va néixer com una affranchi (esclava emancipada) a Verrettes (Haití) i es va casar amb el comandant de brigada i posteriorment general Charles Bélair l'any 1796. Com a participant activa de la revolució haitiana va ser sargent i després tinent al conflicte contra les tropes franceses en l'expedició de Saint-Domingue.

## Captura i execució
Perseguits per la columna de l'exèrcit francès dirigida per Faustin Répussard, els Bélair es van refugiar al departament d'Artibonito. Répussard va llançar un atac sorpresa a Corail-Mirrault i va capturar a Sanité Bélair. El seu marit es va entregar a les autoritats per evitar que els separessin.
Tots dos van ser sentenciats a mort: ell seria condemnat a l'afussellament, mentre que a ella, per raó del seu sexe, la van decapitar amb mosquet. Sanité va ser testimoni de l'execució del seu marit, moment en què Charles li va dir que morís amb valor. Quan va arribar el torn d'anar cap al seu cadals, va anar cap a la seva pròpia mort amb la mateixa calma que ell i es va negar a fer servir una bena per als ulls. Abans que la emmordassessin, va cridar: “Visc libète! A ba esclavatge!” («Visca la llibertat, baix l'esclavitud!»).

## Llegat
Sanite Bélair és considerada com una de les heroïnes de la revolució haitiana. El 2004, va aparèixer al bitllet de deu gourdes del gourde haitià per a la sèrie commemorativa del "Bicentenari d'Haití". Va ser l'única dona present en aquesta sèrie, i la segona dona, després de Catherine Flon, a ser representada en un bitllet haitià.